# Under Cover
Under Cover — девятый студийный альбом британского вокалиста Оззи Осборна. Альбом содержит кавер версии различных песен в исполнении Осборна. Это первый и единственный альбом, где он исполняет чужие песни. Все песни из альбома, исключая четыре, были ранее изданы на бокс-сете Prince of Darkness. Четыре не издававшиеся песни: «Rocky Mountain Way» «Sunshine of Your Love» «Woman» и «Go Now».
Under Cover — единственный альбом, записанный с участием гитариста Alice in Chains Джерри Кантрелла, и последний альбом с участием бас-гитариста Криса Вайса.
Помимо стандартного издания, альбом также доступен в формате DualDisc. Эта версия содержит бонусную песню «Changes» (автор — Black Sabbath), записанную Осборном вместе с его дочерью Келли Осборн. DVD содержит все песни в формате «enhanced stereo», документальный фильм под названием «Ужин с Оззи и друзьями» (англ. «Dinner with Ozzy and Friends») и видео на песню «In My Life».
«Mississippi Queen» была выпущена как сингл и заняла 10-е место в хит-параде Hot Mainstream Rock Tracks. «In My Life» так же была выпущена как сингл в 2006 году.

## Список композиций
| №                   | Название                                              | Автор(ы)                                                             | Исполнитель Оригинала       | Длительность |
| ------------------- | ----------------------------------------------------- | -------------------------------------------------------------------- | --------------------------- | ------------ |
| 1.                  | «Rocky Mountain Way»                                  | Рок Грейс, Кенни Пассарелли, Джо Витали, Джо Уолш                    | Джо Уолш                    | 4:32         |
| 2.                  | «In My Life»                                          | Джон Ле́ннон, Пол Макка́ртни                                           | The Beatles                 | 3:29         |
| 3.                  | «Mississippi Queen»                                   | Лесли Уэст, Феликс Папаларди, Корки Лэинг, Rea                       | Mountain                    | 4:09         |
| 4.                  | «Go Now»                                              | Ларри Банск, Milton Bennett                                          | Бесси Банкс                 | 3:42         |
| 5.                  | «Woman»                                               | Ле́ннон                                                               | Джон Ле́ннон                 | 3:45         |
| 6.                  | «21st Century Schizoid Man»                           | Роберт Фрипп, Майкл Джайлз, Грег Лейк, Иэн Макдональд, Питер Синфилд | King Crimson                | 3:52         |
| 7.                  | «All the Young Dudes»                                 | Дэ́вид Бо́уи                                                           | Mott the Hoople             | 4:36         |
| 8.                  | «For What It's Worth»                                 | Стивен Стиллс                                                        | Buffalo Springfield         | 3:20         |
| 9.                  | «Good Times»                                          | Jenkins, McCulloch, Эрик Бёрдон, Джон Вейдер, Вик Бриггс             | The Animals                 | 3:46         |
| 10.                 | «Sunshine of Your Love»                               | Пит Браун, Джек Брюс, Эрик Клэптон                                   | Cream                       | 5:10         |
| 11.                 | «Fire»                                                | А́ртур Бра́ун, Винсент Крейн, Finesilver, Ker                          | Crazy World of Arthur Brown | 4:09         |
| 12.                 | «Working Class Hero»                                  | Леннон                                                               | Джон Леннон                 | 3:24         |
| 13.                 | «Sympathy for the Devil»                              | Мик Джа́ггер, Кит Ричардс                                             | The Rolling Stones          | 7:12         |
| 14.                 | «Changes» (с Келли Осборн только на издании DualDisc) | Айомми, Осборн, Батлер, Уорд                                         | Black Sabbath               | 4:07         |
| Общая длительность: | Общая длительность:                                   | Общая длительность:                                                  | Общая длительность:         | 42:03        |

## Участники записи
- Оззи Осборн — вокал
- Джерри Кантрелл — гитара
- Крис Вайс — бас-гитара
- Майк Бордин — ударные

Приглашенные музыканты
- Иэн Хантер — вокал на «All the Young Dudes»
- Лесли Уэст — гитарное соло на «Mississippi Queen»
- Роберт Рэндольф — гитара педального типа на «Sympathy for the Devil», гитарное соло на «21st Century Schizoid Man»

принимали участие
- Грэгг Биссонетте, Джо Бонамасса, Буги Бовлс, Тобби Калахан, Льюс Конт, Джим Кокс, Мэдисон Дерек, Стив Дудас, Молли Фут, Марк Хадсон, Сара Хадсон, Мишель Ландау, Джеймс Мастро, Поль Санто, Брюс Сугар